# Ikebukuro

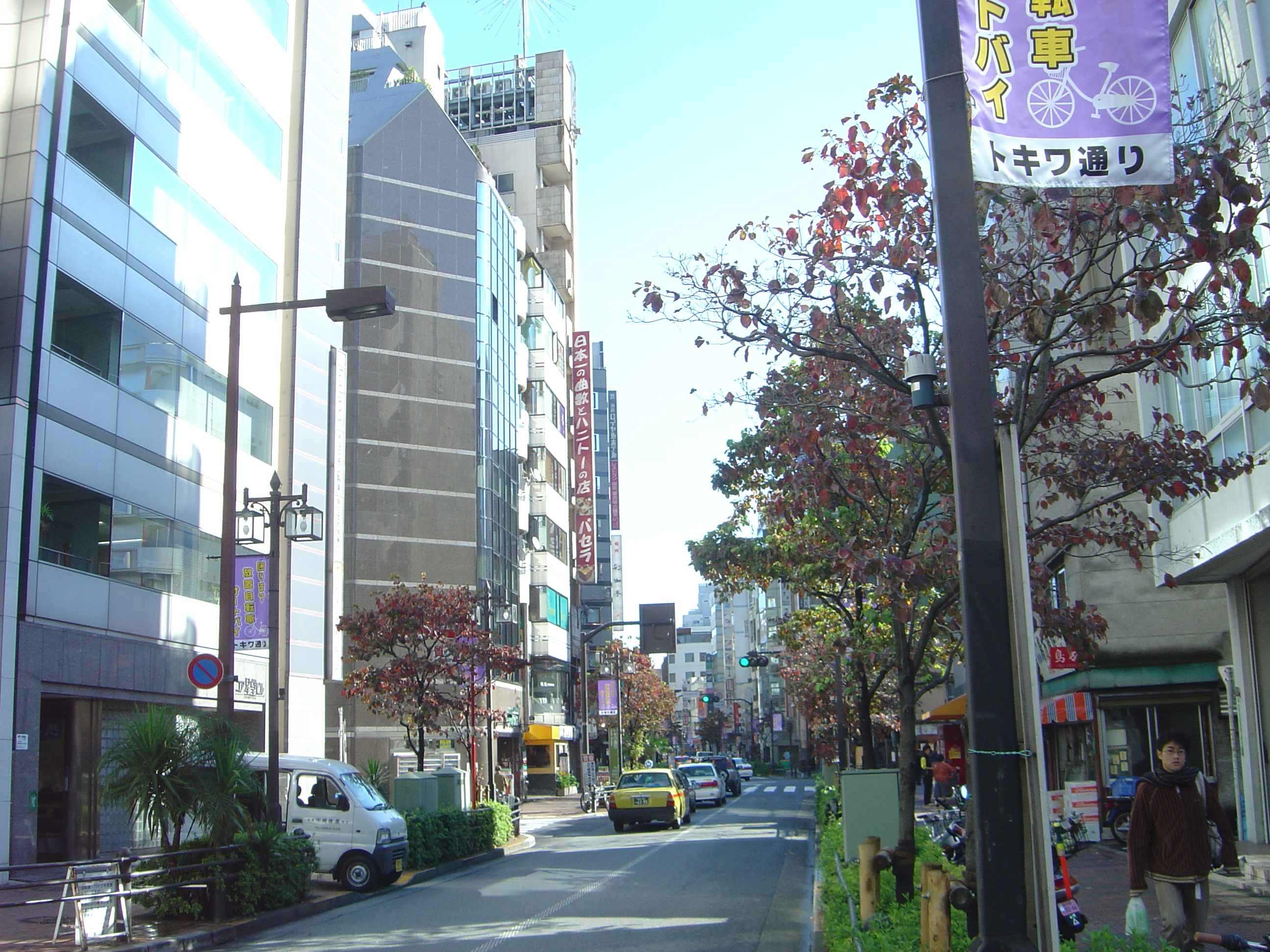
Ikebukuro

Ikebukuro (池袋?) som är beläget i stadsdelskommunen Toshima är ett av många centrum för nöje och handel i Tokyo. Ikebukuro station är en stor järnvägsknut på Yamanotelinjen med stationskomplex av stationer för JR, Seibu, Tobu och Tokyo Metro. Det mest framträdande landmärket är Sunshine 60.